# Ftiziologija
Ftiziologija je veja medicine (oz. pulmologije), ki se ukvarja s preučevanjem, zdravljenjem in preprečevanjem pljučne tuberkuloze. Poimenovanje izhaja iz grškega φθίσις, kar pomeni jetiko oziroma sušico.
Zdravnik-specialist, ki deluje na tem področju, se imenuje ftiziolog.